# Рождественський (кратер)
Рождественський — великий місячний ударний кратер, розташований на зворотному боці Місяця, в межах одного діаметра кратера від північного полюса. Він затиснутий між кратерами Ерміт уздовж східного краю та Пласкетт, який трохи врізається в західно-південно-західний край. Якраз на протилежній стороні полюса лежить кратер Пірі.
Це утворення являє собою великий кратер, який має форму рівнини, оточеної стіною. Зовнішній край сильно еродований і загрубілий, з дещо багатокутним контуром. Відносно молодий кратер Рождественський К перекриває південний край. На північному заході є короткий ланцюг кратерів, які утворюють долину, що пронизує край.
Внутрішнє дно кратера відносно рівне з центральною вершиною, розташованою на захід від середини. Трохи на захід від цієї вершини є пара маленьких кратерів на дні. На південь від середньої точки також є невеликий кратер, а поверхня позначена безліччю крихітних кратерів.

## Супутні кратери
За домовленістю ці об'єкти позначаються на місячних картах шляхом розміщення літери на тій стороні середини кратера, яка є найближчою до Рождественського.
| Рождественський | Широта     | Довгота     | Діаметр |
| --------------- | ---------- | ----------- | ------- |
| H               | 83,6° пн.ш | 131,0° зх.д | 21 км   |
| K               | 82,7° пн.ш | 144,6° зх.д | 42 км   |
| U               | 85,3° пн.ш | 151,9° сх.д | 44 км   |
| W               | 84,8° пн   | 137,2° сх.д | 75 км   |